# Die Herrin vom Sölderhof
Die Herrin vom Sölderhof ist ein deutsches Heimatfilm-Melodram aus dem Jahre 1955 von Jürgen von Alten. Hauptdarstellerin Ilse Werner beendete hiermit weitgehend ihre Kinofilmkarriere. An ihrer Seite spielte Viktor Staal die männliche Hauptrolle. 

## Handlung
In der frühen Nachkriegszeit im ländlichen, bayerischen Grenzgebiet am Bodensee. Dort führt Christa von Söldern seit dem Tode ihres Vaters das familieneigene Anwesen und hat es zu einem effizienten und doch heimeligen Hotelbetrieb umgewandelt, den sie eigenhändig führt. Eines Tages kehrt der Arzt Dr. Stefan Heim aus Kriegsgefangenschaft zu seinen betagten Eltern an den Bodensee heim. Christa verhilft Stefan vor Ort zu einer Praxis, und beide verlieben sich bald darauf ineinander. 
Bald entsteht aus dieser Beziehung ein gemeinsamer Sohn namens Peter. Die Ehe zwischen der Herrin vom Sölderhof und dem erfolgreichen Arzt, der in seiner Arbeit aufgeht, verläuft viele Jahre gut. Doch dann ziehen Wolken über das Eheglück, denn der anstrengende und zeitfressende Beruf Stefans, der in seiner Tätigkeit ganz und gar aufgeht, droht die Liebe der beiden stark zu belasten. Es kommt schließlich zur Trennung, doch nach allerlei weiteren Geschehnissen ist es der kleine Peter, der seine Eltern wieder zusammenbringt.

## Produktionsnotizen
Die Dreharbeiten fanden in München-Geiselgasteig (Atelieraufnahmen) sowie in Bad Aibling, am Chiemsee, in Baden-Baden und in Vagen (Außendrehs) statt. Die Uraufführung war am 30. Dezember 1955 in Baden-Baden und in Braunschweig.
Co-Autor Franz Grohmann übernahm die Produktionsleitung, Willi Schatz entwarf die Filmbauten. Filmeditor Walter Fredersdorf wirkte auch als von Altens Regieassistent.

## Kritik
Bei Filmdienst heißt es: „Ein naives und sentimentales Ehedrama, das sich fälschlich als Heimkehrerschicksal ausgibt. Aufgeladen mit den Pseudoproblemen einer Nachkriegsehe, die nicht nach der damaligen Wirklichkeit, sondern nach den größtmöglichen Rühreffekten im damaligen Kino ausgerichtet sind.“